# Super Icyclone
Super Icyclone ist ein kanadischer Katastrophenfernsehfilm aus dem Jahr 2024 von Andrew Cymek, der auch für den Filmschnitt verantwortlich war. Teile des Drehbuches wurden von Brigitte Kingsley verfasst, die ebenfalls als Produzentin und Hauptdarstellerin fungierte.

## Handlung
Jill Sanders arbeitet als Klimawissenschaftlerin. Eines Tages nimmt sie auf dem Radar einen Tornado wahr. Das Ergebnis auf dem Monitor hält sie für einen Messfehler, da im hohen Norden in eiskalter Umgebung eigentlich keine Tornados entstehen können. 
Sie erkennt das Phänomen als einen Eis-Tornado an und berechnet, dass dieser auf Nordamerika zu steuert und so groß ist, dass er verheerende Zerstörung anrichten würde. Da er im hohen Norden entstand, sind im Tornado unmengen von Eismassen enthalten. Die Eismassen werden nach und nach als tödliche Geschosse aus dem Tornado geschleudert. 

## Hintergrund
Der Film erschien am 1. April 2024 in den USA. In Deutschland feierte der Film am 4. Oktober 2024 auf dem Münchener Sender Tele 5 seine Free-TV-Premiere.

## Rezeption
„Billiger Katastrophenfilm mit den abstrusen Eis-Tornados als einziger Besonderheit in einer ansonsten öde nach gängigen Mustern abgespulten Handlung. Auch die Effekte sind freilich auf niedrigem Niveau und sorgen eher für unfreiwillige Komik als für Spannung.“

„Premium-Gülle für alle Film-Masochisten.“

TV Spielfilm schreibt außerdem von grauenhaften Effekten und von Darstellern, die „dilettantisch“ schauspielern. Final wird sich geäußert, dass das „Trash-Herz lacht, alles andere weint“.
Im Audience Score, der Zuschauerwertung auf Rotten Tomatoes, hat der Film aufgrund zu geringer Abstimmungen keine Wertung erhalten. In der Internet Movie Database hat der Film bei über 160 Stimmenabgaben eine Wertung von 5,0 von 10,0 möglichen Sternen (Stand: September 2024).